# Oslofjord Convention Center
Oslofjord Convention Center, ofte kun omtalt som Brunstad, er et konferencecenter i Stokke, Vestfold, Norge. Konferencecentret ejes og drives af Brunstad Kristne Menighed.
59°13′41″N 10°21′54″Ø / 59.228°N 10.365°Ø